# Laurindo Pita de Castro
Laurindo Pita de Castro (? — ?) foi um político brasileiro.
Foi presidente da província do Espírito Santo, de 3 de março a 28 de julho de 1885.